# Agnes Ayres
Agnes Ayres (ur. 4 kwietnia 1898, zm. 25 grudnia 1940) – amerykańska aktorka filmowa.

## Filmografia
- 1915: Jego nowe zajęcie jako sekretarka
- 1920: Wewnętrzny głos jako Barbara
- 1921: Sprawki Anatola jako Annie Elliott
- 1921: Szejk jako Diana Mayo
- 1923: Dziesięć przykazań
- 1924: Historia bez nazwy jako Mary Walsworth
- 1929: Sprawa Donovana jako Lydia Rankin
- 1937: Czarownica z Salem jako Mieszczka

## Wyróżnienia
Posiada swoją gwiazdę na Hollywoodzkiej Alei Gwiazd.